# Glabrilaria biavicularia
Glabrilaria biavicularia is een mosdiertjessoort uit de familie van de Cribrilinidae. De wetenschappelijke naam van de soort is voor het eerst geldig gepubliceerd in 1961 door Kataoka.